# 5. Mojzesova knjiga
5. Mojzesova knjiga (hebrejsko ספר דברים, latinizirano: Devarim, dob. 'Besede'; latinsko Deuteronomium, dob. 'Devteronomij'; kratica 5 Mz) je peta knjiga Stare zaveze. Knjigo sestavlja 34 poglavij.

## Vsebina
Večji del knjige (poglavja 1-30) zavzemajo trije Mojzesovi govori na vzhodni strani reke Jordan, preden Izraelovi sinovi začnejo osvajati Kánaansko deželo. Mojzesov prvi govor povzame njihovo štiridesetletno potovanje v puščavi, konča pa se s pobudo, naj se ljudstvo drži Božjih zakonov. Njegov drugi govor ponovi deset Božjih zapovedi (prim. 2 Mz 20,1-17) ter ponovno poudarja, naj se ljudstvo drži vseh danih zapovedi. Zajame tudi blagoslove in poudari, da jih bodo ljudi deležni, če se bodo ravnali po Božjih zapovedih, v nasprotnem primeru pa jih doletijo nesreče in prekletstva. V svojem zadnjem govoru Mojzes razloži pomembnost zaveze. Poudari tudi pomembnost kesanja in Božje usmiljenje v primeru, da se ljudtvo pokesa svojih prestopkov. Izrazi tudi, da Božje besede ni težko razumeti in jo uresničevati. Svoj zadnji govor konča s podajanjem izbire; izpolnjevanje Božjih zakonov imenuje izbiro življenja, odpad od Božjih zapovedi pa izbiro smrti.
Zadnja štiri poglavja opisujejo, kako je Jozue postal Mojzesov naslednik in kako dajejo pobudo javnega branja postave vsako sedmo leto. Zajemajo tudi Mojzesovo pesem in njegove blagoslove. Na koncu sme Mojzes pogledati v obljubljeno deželo, v njo pa ne sme vstopiti. Knjiga se konča z Mojzesovo smrtjo.
V 5. Mojzesovi knjigi ima izjemen pomen zapoved, ki se imenuje "Poslušaj, Izrael" 5 Mz 6,4-5. Za mnoge Izraelce je ta zapoved ključna izpoved vere. Poleg 3 Mz 19,18 velja za najpomembnejšo krščansko zapoved v Postavi.